# Grande Prêmio de Caesars Palace
O Grande Prêmio de Caesars Palace, também conhecido informalmente como Grande Prêmio de Las Vegas, foi um evento de Fórmula 1 realizado nos anos de 1981 e 1982, e da CART em 1983 e 1984.
Em 1981 foi decidido o primeiro título do brasileiro Nelson Piquet, que terminou em quinto lugar e marcou dois pontos ficando um ponto à frente do argentino Carlos Reutemann, que finalizou em oitavo lugar (não pontuou) e em 1982 do único título do finlandês Keke Rosberg, que terminou também em quinto lugar e marcou dois pontos terminando cinco pontos à frente do norte-irlandês John Watson e também em 1982 da primeira vitória na categoria do italiano Michele Alboreto.
Em 30 de março de 2022, a Fórmula 1 anunciou seu retorno a Las Vegas, com o Grande Prêmio de Las Vegas sendo realizado a partir da temporada de 2023. Mas ao contrário do Grande Prêmio de Caesars Palace, será realizado em um novo circuito de rua que incluirá uma parte da Strip.

## Vencedores
O fundo rosa indica que a prova não fez parte do Mundial de Fórmula 1.
| Anos    | Piloto           | Chassi/Motor   | Categoria | Resumo   |
| ------- | ---------------- | -------------- | --------- | -------- |
| 1981    | Alan Jones       | Williams-Ford  | Fórmula 1 | Detalhes |
| 1982    | Michele Alboreto | Tyrrell-Ford   | Fórmula 1 | Detalhes |
| 1983    | Mario Andretti   | Lola-Cosworth  | CART      | Detalhes |
| 1984    | Tom Sneva        | March-Cosworth | CART      | Detalhes |
| Fontes: |                  |                |           |          |